# Zöld sugár

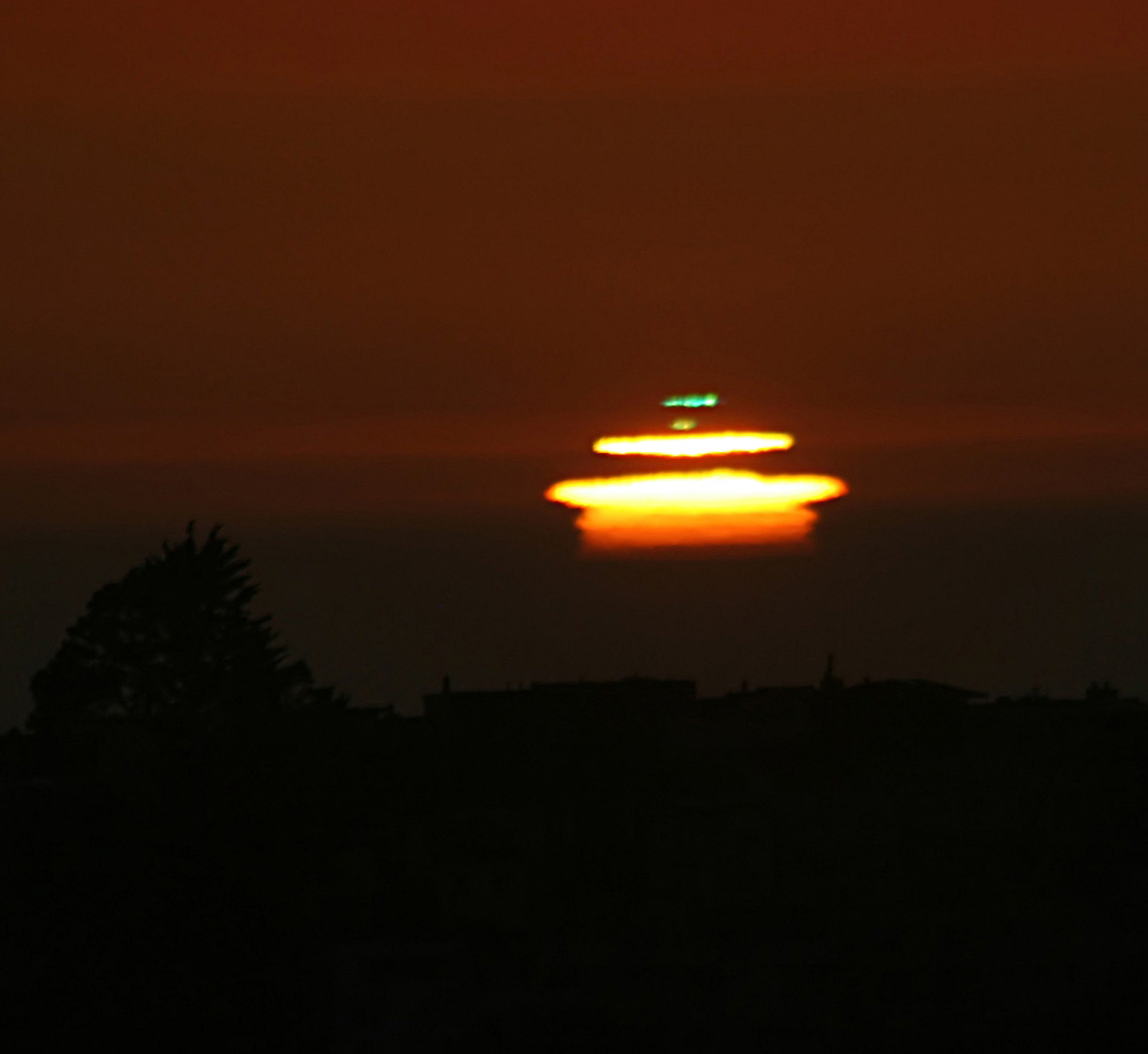
Zöld sugár

A zöld sugár, vagy más néven zöld villanás egy viszonylag ritka légköroptikai jelenség, amely rövid idővel napnyugta előtt, vagy napkelte után figyelhető meg. A megfelelő körülmények esetén egy zöld színű folt látható a napkorong felső széle fölött, miközben az égitest részben a horizont alatt található. Ez a jelenség általában mindössze néhány másodpercig tart. Ritkán a jelenség alakja egy felfelé tartó sugárra hasonlít. A jelenséget a légkör okozza azáltal, hogy a napfényt különböző színösszetevőire bontja fel. Hasonló jelenség a Hold esetében is megfigyelhető.

## Megfigyelése
A zöld sugár megfigyeléséhez tiszta és pormentes égre van szükség. Egy anticiklon jelenléte elősegíti a megfigyelést, ami magas légnyomást eredményez. Továbbá fontos, hogy a látóhatár távolsága a lehető legnagyobb legyen, hogy a napsugarak minél vastagabb levegőrétegen hatoljanak keresztül. Emiatt a zöld sugarak legjobban alacsony tengerszint feletti magasság és takarásmentes horizont esetében figyelhetők meg, például egy óceán felszínén.
A jelenség bármilyen tengerszint feletti magasságról megfigyelhető. Általában takarásmentes horizont esetén látható, azonban lehetséges hegycsúcsok és felhők fölött is megfigyelni. Bármely földrajzi szélességen előfordul, viszont az Egyenlítőn a jelenség ritkán tart tovább egy másodpercnél. A zöld sugár a horizont közeli Hold és fényesebb bolygók, mint a Vénusz és Jupiter esetében is megfigyelhető.
Repülőgép pilóták rendszeresen látják a jelenséget, különösen amikor nyugat felé repülnek, amikor is a napnyugta az ő nézőpontjukból időben elhúzódik. Az első színes felvételt a zöld sugárról 1960-ban készítették a Vatikán Obszervatóriumból.

## A jelenség magyarázata
A zöld sugarat két jelenség együttes előfordulása idézi elő. Egyrészt az atmoszféra fénytörése, amikor a látóhatár közeli fénylő égitest spektrumának vörös komponense kevésbé törik meg, mint a zöld és kék komponensek. A vörös sugarak egy része a horizont alá kerül vagy a talajszintre. Másrészt a Rayleigh-szórás csillapítja a látható színkép kék összetevőjét. Ennek hatására csak a zöld színű sugarak jutnak el a megfigyelő szemébe.
A jelenséget felerősíti a légtükrözés, ismertebb nevén délibáb. A legtöbb derűs naplemente esetében kis nagyítással észrevehető egy zöld szegély a napkorong peremén, azonban a zöld sugár vagy villanás a légkör erősebb rétegződését kívánja meg. A légtükrözés a zöld szín láthatóságának időtartamát növeli meg a másodperc tört részéről több másodpercre.

## Galéria

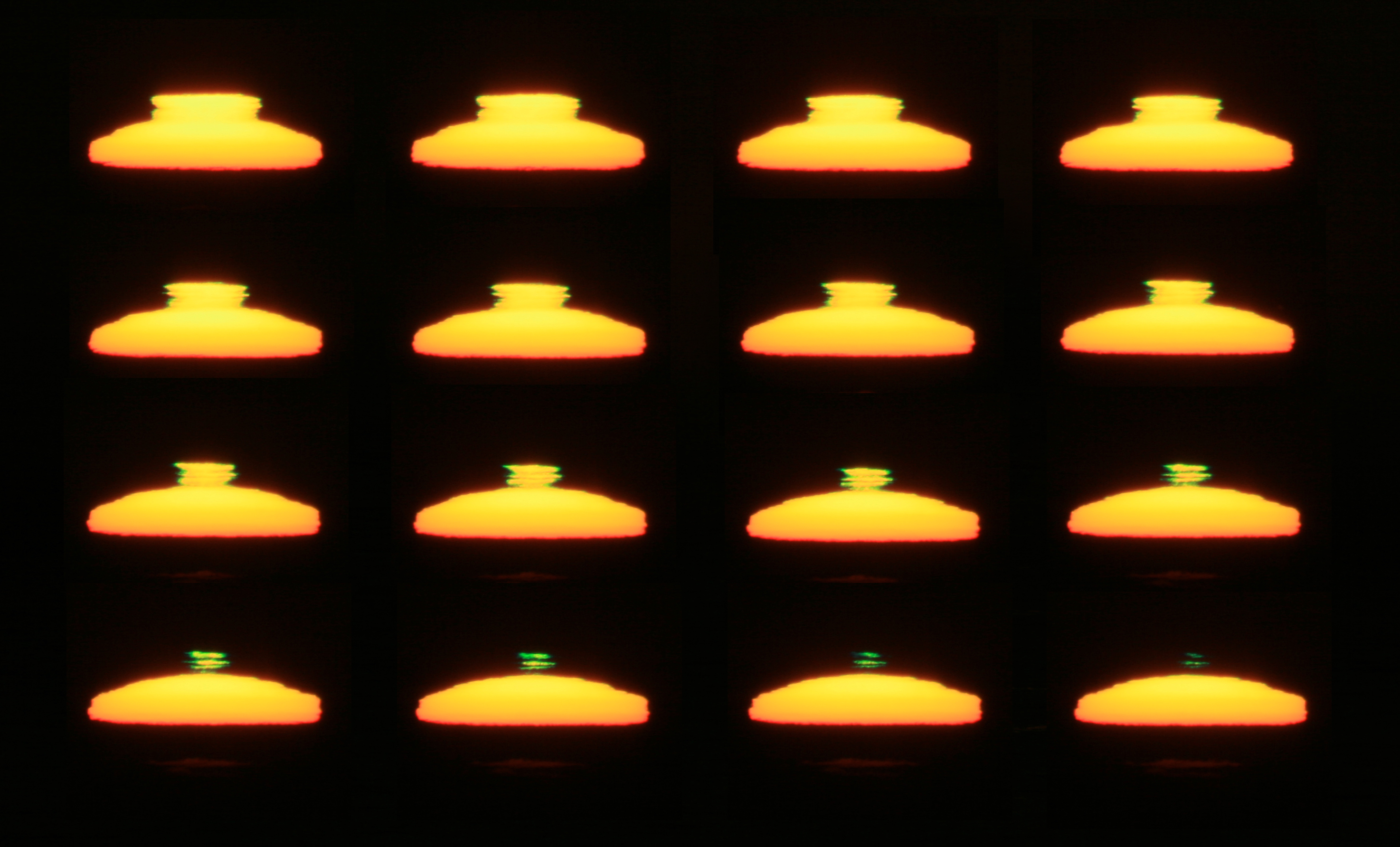
A zöld sugár kialakulása (San Francisco)
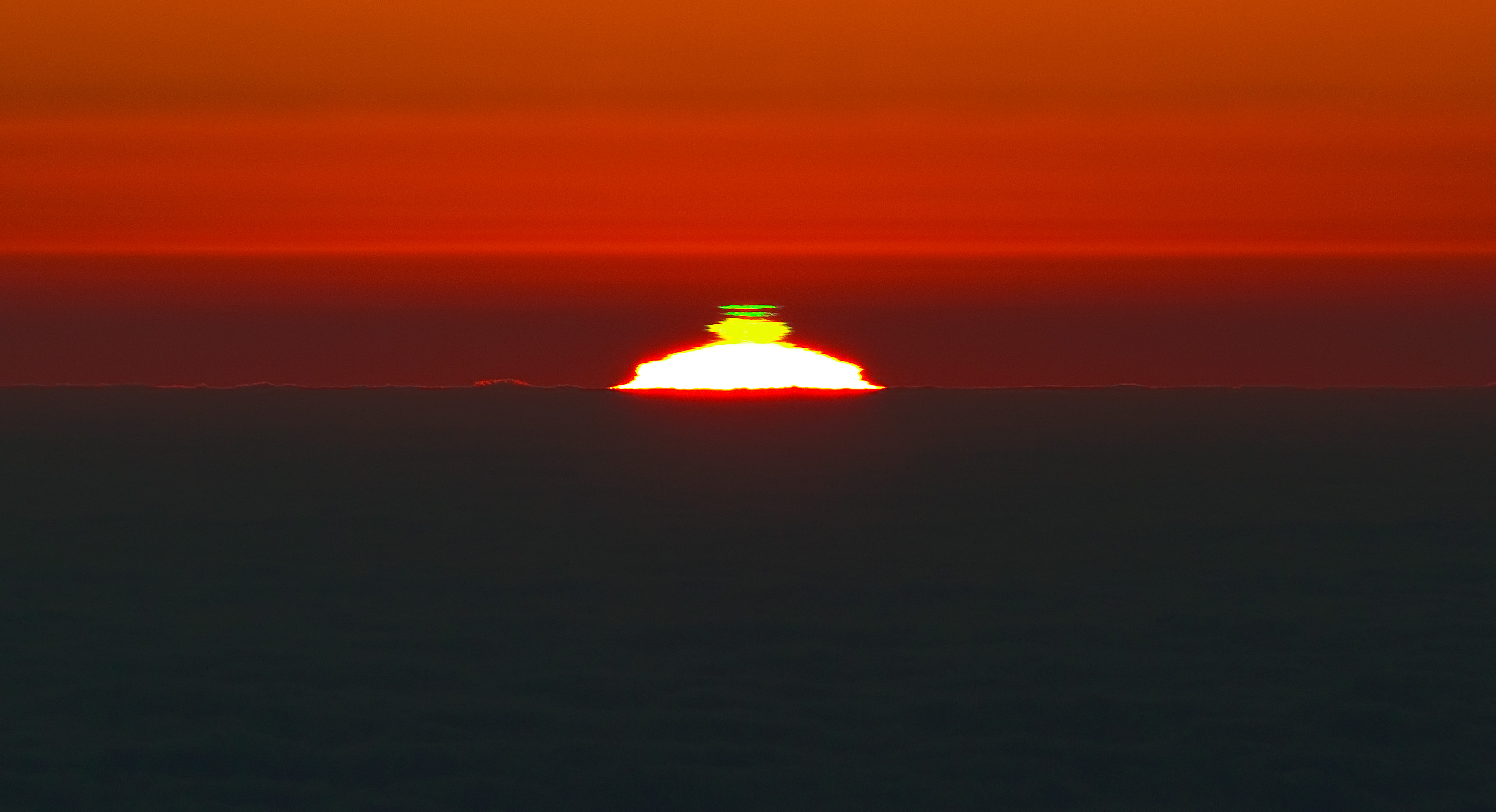
Kétszeres zöld sugár (Atacama-sivatag, Chile)
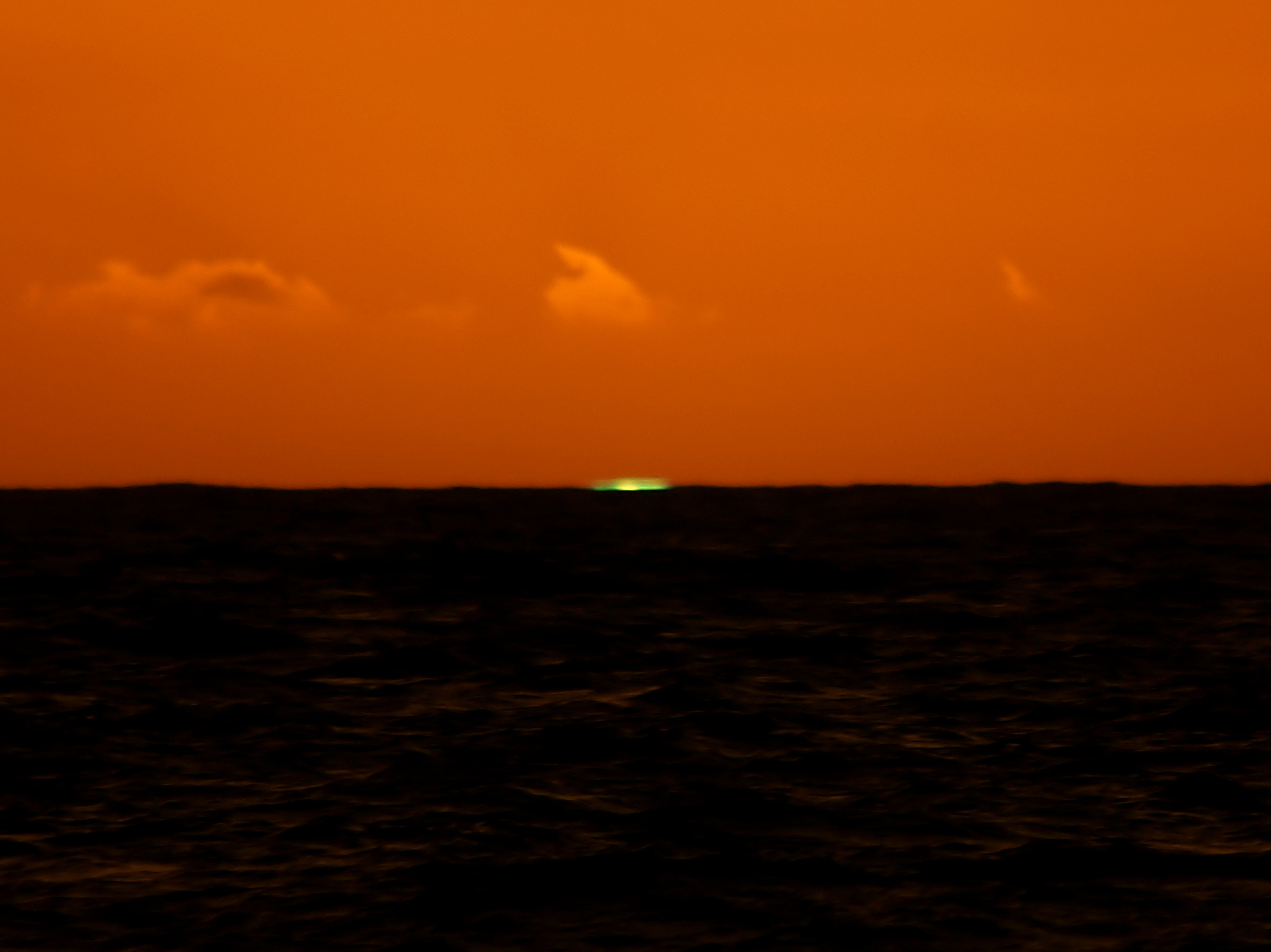
Zöld sugár (Északi-tenger, Belgium)
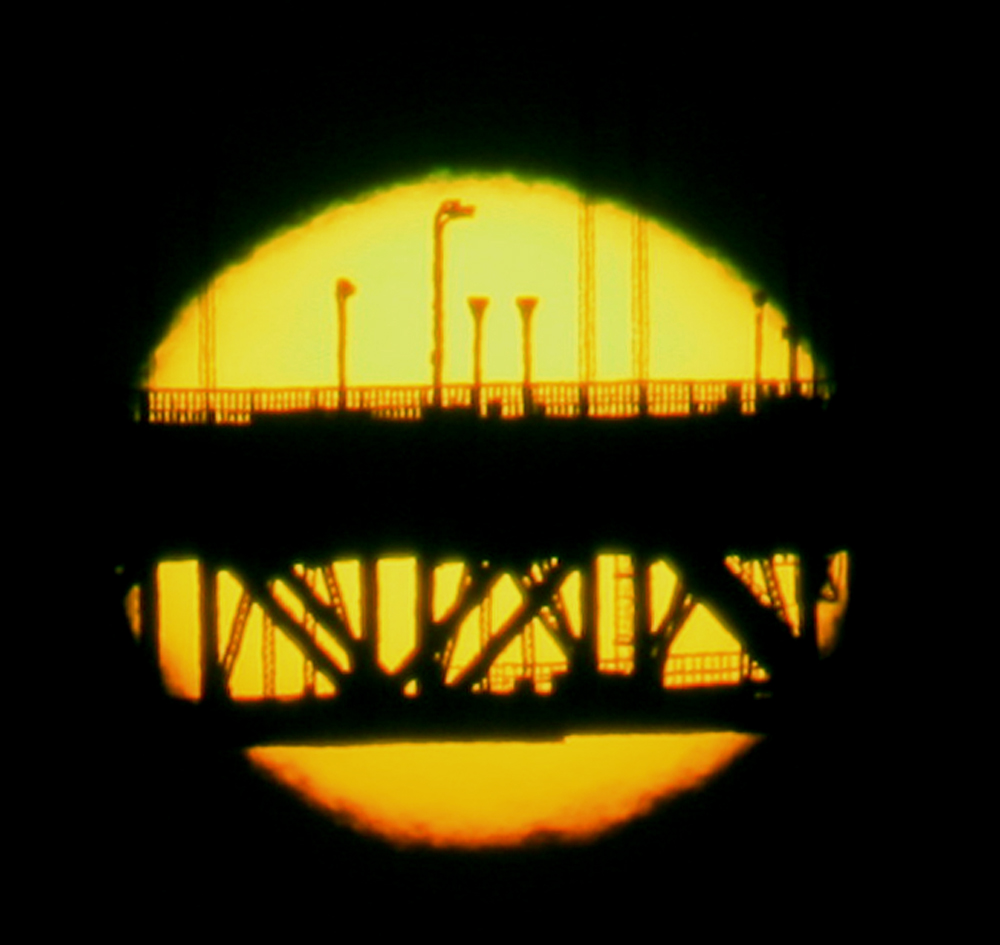
Lenyugvó napkorong: felső részén zöld, alsó részén vörös karimával. Az előtérben a Golden Gate híd egy része látható

## Kulturális utalások a jelenségre
- A zöld sugár (Le Rayon vert): Jules Verne regénye 1882-ből.[1]
- A zöld sugár / Nyár: Éric Rohmer filmje 1986-ból.[2]

## Fordítás
- Ez a szócikk részben vagy egészben  a   Rază verde című román Wikipédia-szócikk ezen változatának fordításán alapul.  Az eredeti cikk szerkesztőit annak laptörténete sorolja fel. Ez a jelzés csupán a megfogalmazás eredetét és a szerzői jogokat jelzi, nem szolgál a cikkben szereplő információk forrásmegjelöléseként.

## Külső hivatkozások
- Zöld villanás Merkúr-átvonulás idején (2016. május. 9., Moszkva, Oroszország)
- Zöldet villantott a kelő Nap